# Samantha Avilés
Samantha Avilés (Parroquia Rural San Juan del Cantón Puebloviejo, Los Ríos, Ecuador, 30 de noviembre de 1998) es una futbolista ecuatoriana que juega como defensa y su actual equipo es el Barcelona Sporting Club de la Superliga femenina de Ecuador.

## Trayectoria

### Club 7 de Febrero
Se inició en el año 2014 jugando en las filas del 7 de Febrero de Los Ríos, allí permaneció hasta el año 2018.

### Club Deportivo El Nacional
En el 2020 fichó por el Club Deportivo El Nacional, club en el cual se coronó campeona de la Superliga Femenina.

### Deportivo Cuenca
En el 2019 fichó por Deportivo Cuenca, club con el cual fue campeona de la naciente Superliga Femenina, y disputó la Copa Libertadores de América Femenina de aquel año, realizada en Ecuador, en el año 2021 regresó nuevamente a las "leonas" del Deportivo Cuenca, y consiguió su 3er campeonato personal, de forma consecutiva con dicho club.

### Barcelona Sporting Club
En el 2022 fichó por Barcelona Sporting Club.

## Selección nacional
Ha sido internacional con la Selección femenina de fútbol de Ecuador.

## Clubes
| Club                       | País    | Año         | Part. | Goles |
| -------------------------- | ------- | ----------- | ----- | ----- |
| 7 de Febrero               | Ecuador | 2014 - 2018 |       | 1     |
| Deportivo Cuenca           | Ecuador | 2019        | 47    | 7     |
| Club Deportivo El Nacional | Ecuador | 2020        | 14    | 2     |
| Total                      | Total   | 2013 - 2021 | 61    | 10    |

Actualizado al 12 de septiembre del 2021.

## Palmarés

### Títulos nacionales
| Título                                        | Club                       | País    | Año  |
| --------------------------------------------- | -------------------------- | ------- | ---- |
| Súperliga Ecuatoriana de Fútbol Femenino 2019 | Club Deportivo Cuenca      | Ecuador | 2019 |
| Súperliga Ecuatoriana de Fútbol Femenino 2020 | Club Deportivo El Nacional | Ecuador | 2020 |
| Súperliga Femenina de Ecuador 2021            | Club Deportivo Cuenca      | Ecuador | 2021 |